# Jonathan Collier
Jonathan Collier  är en amerikansk TV-skribent, mest känd för sina arbeten med The Simpsons, Monk och King of the Hill. Han har arbetat som producent på Mikie Reiss' DVD-film, "Queer Duck: The Movie". Collier är utbildad och har examen från Harvard University

## Verklista

### The Simpsons

#### Sjätte säsongen
- "Bart's Girlfriend"
- "The Springfield Connection"

#### Sjunde säsongen
- "Lisa the Iconoclast"
- "22 Short Films About Springfield" (medskribenter: Richard Appel, David X. Cohen, Matt Groening, Jennifer Crittenden, Greg Daniels, Brent Forrester, Rachel Pulido, Steve Tompkins, Bill Oakley och Josh Weinstein)
- "Raging Abe Simpson and His Grumbling Grandson in 'The Curse of the Flying Hellfish'"

#### Åttonde säsongen
- "The Homer They Fall"

### King of the Hills
- "Keeping Up With Our Joneses"
- "Husky Bobby"
- "The Wedding of Bobby Hill"
- "Escape from Party Island"
- "Transnational Amusements Presents: Peggy's Magic Sex Feet"
- "Hank and the Great Glass Elevator"
- "Pigmalion"
- "Dale Be Not Proud"

### Monk
- "Mr. Monk Goes To The Hospital"
- "Mr. Monk Goes To The Fashion Show"
- "Mr. Monk And The Buried Treasure"